# 万家寨镇
万家寨镇，是中华人民共和国山西省忻州市偏关县下辖的一个乡镇级行政单位。2021年5月，设立老牛湾镇。以万家寨镇的老牛湾、马道咀、黄龙池、教官咀、柏林峁、东长咀、草垛山、麦虎、井儿上9个村委会的行政区域为老牛湾镇的行政区域。

## 行政区划
万家寨镇下辖以下地区：
万家寨村、东长嘴村、马道咀村、老牛湾村、麻地塔村、沙庄王村、破石槽村、十八盘村、陡嘴村、珍珠庄王村、黄龙池村、岳家窑村、小刷咀村、泉子湾村、井儿上村、柏林峁村、教官咀村、草垛山村、麦虎村和辛窑上村。

## 中国传统村落
- 2012年12月，万家寨村获批第一批中国传统村落。
- 2013年8月，老牛湾村获批第二批中国传统村落。